# LaFontaine (circonscription provinciale)
Circonscription électorale provinciale du Canada
LaFontaine est une circonscription provinciale québécoise située sur l'île de Montréal. Elle est nommée en l'honneur de l'homme politique Louis-Hippolyte La Fontaine.

## Historique
La circonscription de Lafontaine (comme elle était alors connue) a été détachée de la circonscription de Bourget en 1965. En 1972, une partie de son territoire a servi à créer la circonscription d'Anjou. En 1988, son territoire a encore été réduit pour former la circonscription de Pointe-aux-Trembles. Une autre division en 2001 transfère la partie nord-est de LaFontaine dans Pointe-aux-Trembles, amenant la circonscription à être presque équivalente au quartier Rivière-des-Prairies de Montréal.
Les limites de la circonscription sont inchangées lors des réfontes de la carte électorale de 2011 et de 2017.
Depuis 1988, le nom de la circonscription s'écrit avec un "F" majuscule. 

## Territoire et limites
La circonscription de LaFontaine comprend la partie de l’arrondissement de Rivière-des-Prairies–Pointe-aux-Trembles de la ville de Montréal située au nord de l'autoroute 40 et du boulevard Henri-Bourassa Est.

## Liste des députés
| Législature                     | Années       | Député | Député            | Parti           |
| ------------------------------- | ------------ | ------ | ----------------- | --------------- |
| LaFontaine Créée depuis Bourget |              |        |                   |                 |
| 28e                             | 1966–1970    |        | Jean-Paul Beaudry | Union nationale |
| 29e                             | 1970–1973    |        | Marcel Léger      | Parti québécois |
| 30e                             | 1973–1976    |        | Marcel Léger      | Parti québécois |
| 31e                             | 1976–1981    |        | Marcel Léger      | Parti québécois |
| 32e                             | 1981–1985    |        | Marcel Léger      | Parti québécois |
| 33e                             | 1985–1989    |        | Jean-Claude Gobé  | Libéral         |
| 34e                             | 1989–1994    |        | Jean-Claude Gobé  | Libéral         |
| 35e                             | 1994–1998    |        | Jean-Claude Gobé  | Libéral         |
| 36e                             | 1998–2003    |        | Jean-Claude Gobé  | Libéral         |
| 36e                             | 2003–2003    |        | Jean-Claude Gobé  | Indépendant     |
| 37e                             | 2003–2007    |        | Tony Tomassi      | Libéral         |
| 38e                             | 2007–2008    |        | Tony Tomassi      | Libéral         |
| 39e                             | 2008–2010    |        | Tony Tomassi      | Libéral         |
| 39e                             | 2010–2012    |        | Tony Tomassi      | Indépendant     |
| 39e                             | 2012–2012    |        | Marc Tanguay      | Libéral         |
| 40e                             | 2012–2014    |        | Marc Tanguay      | Libéral         |
| 41e                             | 2014–2018    |        | Marc Tanguay      | Libéral         |
| 42e                             | 2018–2022    |        | Marc Tanguay      | Libéral         |
| 43e                             | 2022–présent |        | Marc Tanguay      | Libéral         |

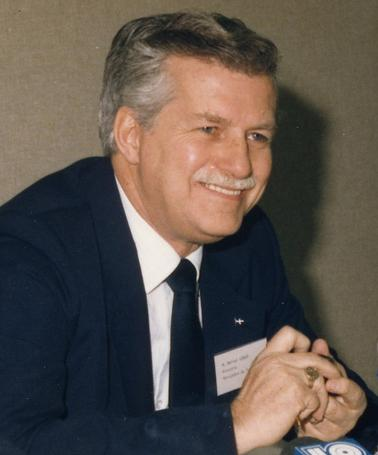
Marcel Léger est député de LaFontaine de 1970 à 1985 pour le Parti québécois.
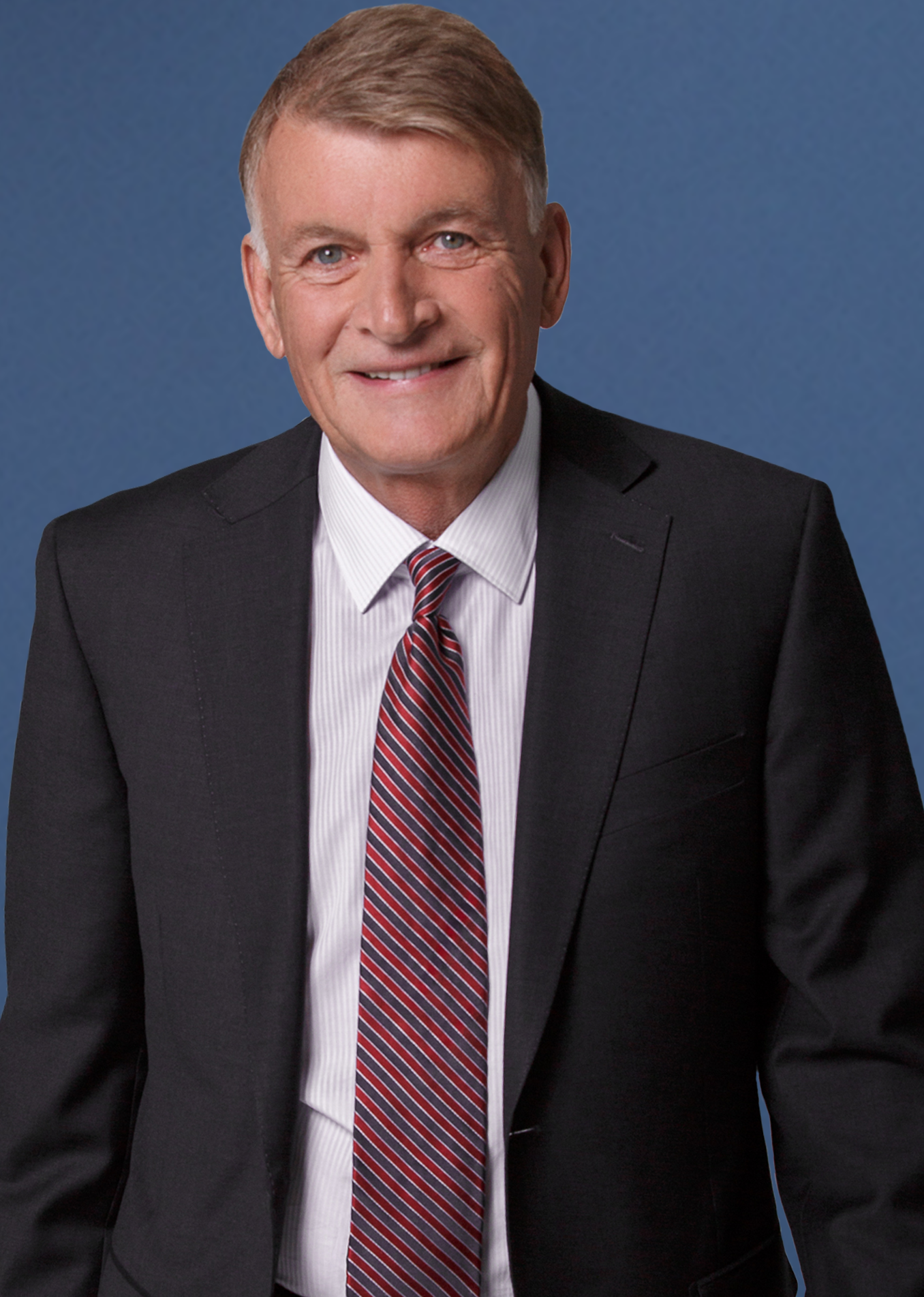
Jean-Claude Gobé est député de LaFontaine de 1985 à 2003 pour le Parti libéral.
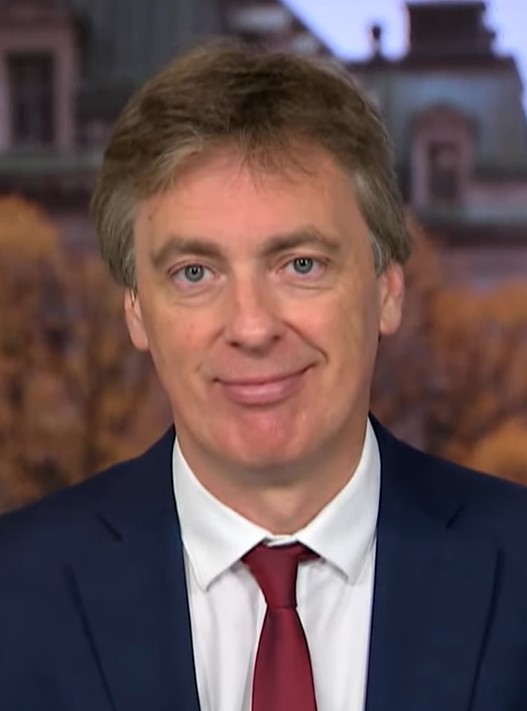
Marc Tanguay est député de LaFontaine depuis 2012 pour le Parti libéral du Québec.

## Résultats électoraux

### Évolution pour les principaux partis
| |
| - Union nationale (ancien) - Parti libéral - Parti québécois - Crédit social (ancien) - Action démocratique (ancien) - Québec solidaire - Coalition avenir - Parti conservateur |

### Résultats détaillés
|                                                                                               | Nom                    | Parti            | Nombre de voix | %      | Maj.  |
| --------------------------------------------------------------------------------------------- | ---------------------- | ---------------- | -------------- | ------ | ----- |
|                                                                                               | Marc Tanguay (sortant) | Libéral          | 13 398         | 51,7 % | 8 209 |
|                                                                                               | Loredana Bacchi        | Coalition avenir | 5 189          | 20 %   | -     |
|                                                                                               | Yassir Madih           | Conservateur     | 3 406          | 13,1 % | -     |
|                                                                                               | Anne B-Godbout         | Québec solidaire | 2 301          | 8,9 %  | -     |
|                                                                                               | Shawn Vermette-Tassoni | Parti québécois  | 1 322          | 5,1 %  | -     |
|                                                                                               | Quinn Brunet           | Vert             | 313            | 1,2 %  | -     |
| Total                                                                                         | Total                  | Total            | 25 929         | 100 %  |       |
| Le taux de participation lors de l'élection était de 62,3 % et 374 bulletins ont été rejetés. |                        |                  |                |        |       |

|                                                                                             | Nom                    | Parti              | Nombre de voix | %      | Maj.  |
| ------------------------------------------------------------------------------------------- | ---------------------- | ------------------ | -------------- | ------ | ----- |
|                                                                                             | Marc Tanguay (sortant) | Libéral            | 14 491         | 58,8 % | 9 091 |
|                                                                                             | Loredana Bacchi        | Coalition avenir   | 5 400          | 21,9 % | -     |
|                                                                                             | David Touchette        | Québec solidaire   | 2 181          | 8,9 %  | -     |
|                                                                                             | Claude Gauthier        | Parti québécois    | 2 057          | 8,3 %  | -     |
|                                                                                             | Caleb Lavoie           | Conservateur       | 434            | 1,8 %  | -     |
|                                                                                             | Yves Le Seigle         | Marxiste-léniniste | 80             | 0,3 %  | -     |
| Total                                                                                       | Total                  | Total              | 24 643         | 100 %  |       |
| Le taux de participation lors de l'élection était de 59 % et 493 bulletins ont été rejetés. |                        |                    |                |        |       |

|                                                                                               | Nom                       | Parti              | Nombre de voix | %      | Maj.   |
| --------------------------------------------------------------------------------------------- | ------------------------- | ------------------ | -------------- | ------ | ------ |
|                                                                                               | Marc Tanguay (sortant)    | Libéral            | 22 476         | 73,3 % | 19 149 |
|                                                                                               | Mathieu Pelletier         | Parti québécois    | 3 327          | 10,8 % | -      |
|                                                                                               | Julie Di Battista Manseau | Coalition avenir   | 3 303          | 10,8 % | -      |
|                                                                                               | Véronique Martineau       | Québec solidaire   | 1 189          | 3,9 %  | -      |
|                                                                                               | Benoit Drouin             | Vert               | 233            | 0,8 %  | -      |
|                                                                                               | Geneviève Dao Phan        | Option nationale   | 116            | 0,4 %  | -      |
|                                                                                               | Yves Le Seigle            | Marxiste-léniniste | 34             | 0,1 %  | -      |
| Total                                                                                         | Total                     | Total              | 30 678         | 100 %  |        |
| Le taux de participation lors de l'élection était de 74,4 % et 269 bulletins ont été rejetés. |                           |                    |                |        |        |

|                                                                                               | Nom                   | Parti            | Nombre de voix | %      | Maj.   |
| --------------------------------------------------------------------------------------------- | --------------------- | ---------------- | -------------- | ------ | ------ |
|                                                                                               | Marc Tanguay          | Libéral          | 17 081         | 59,1 % | 12 255 |
|                                                                                               | Marc Boulerice        | Parti québécois  | 4 826          | 16,7 % | -      |
|                                                                                               | Domenico Cavaliere    | Coalition avenir | 4 728          | 16,4 % | -      |
|                                                                                               | Christine Filiatrault | Québec solidaire | 1 248          | 4,3 %  | -      |
|                                                                                               | Gaëtan Bérard         | Vert             | 507            | 1,8 %  | -      |
|                                                                                               | Maxime Saint-Arnault  | Option nationale | 252            | 0,9 %  | -      |
|                                                                                               | Patrice Raza          | Conservateur     | 160            | 0,6 %  | -      |
|                                                                                               | Steven Hombrados      | Union citoyenne  | 78             | 0,3 %  | -      |
| Total                                                                                         | Total                 | Total            | 28 880         | 100 %  |        |
| Le taux de participation lors de l'élection était de 71,3 % et 327 bulletins ont été rejetés. |                       |                  |                |        |        |

|                                                                                               | Nom                   | Parti              | Nombre de voix | %      | Maj.  |
| --------------------------------------------------------------------------------------------- | --------------------- | ------------------ | -------------- | ------ | ----- |
|                                                                                               | Marc Tanguay          | Libéral            | 5 446          | 53,4 % | 3 710 |
|                                                                                               | Frédéric St-Jean      | Parti québécois    | 1 736          | 17 %   | -     |
|                                                                                               | Domenico Cavaliere    | Coalition avenir   | 1 601          | 15,7 % | -     |
|                                                                                               | Sébastien Rivard      | Québec solidaire   | 603            | 5,9 %  | -     |
|                                                                                               | Gaëtan Bérard         | Vert               | 308            | 3 %    | -     |
|                                                                                               | Paolo Zambito         | Option nationale   | 161            | 1,6 %  | -     |
|                                                                                               | Patrice Raza          | Conservateur       | 129            | 1,3 %  | -     |
|                                                                                               | Marc-André Beauchesne | Indépendant        | 104            | 1 %    | -     |
|                                                                                               | Renaud Blais          | Parti nul          | 82             | 0,8 %  | -     |
|                                                                                               | Guy Boivin            | Équipe autonomiste | 36             | 0,4 %  | -     |
| Total                                                                                         | Total                 | Total              | 10 206         | 100 %  |       |
| Le taux de participation lors de l'élection était de 25,5 % et 183 bulletins ont été rejetés. |                       |                    |                |        |       |

|  | Référendum                     | % du OUI | % du NON | Taux de participation |
|  | Référendum de 1980             | 49,73 %  | 50,27 %  | 86,38 %               |
|  | Accord de Charlottetown (1992) | 53,80 %  | 46,20 %  | 84,22 %               |
|  | Référendum de 1995             | 40,27 %  | 59,73 %  | 94,36 %               |